# Czym jest człowiek? Kurs antropologii dla niewtajemniczonych
Czym jest człowiek? Kurs antropologii dla niewtajemniczonych (fr. Qu'est-ce que l'homme? Cours familier d'anthropologie) – książka Chantal Delsol, opisująca człowieka od strony jego kruchości, którą niesie ze sobą śmiertelność. To ona, według autorki, jest źródłem życia duchowego, daje zdolność do przekraczania ograniczeń natury i bycia wolnym. Delsol stawia w książce diagnozę dotyczącą człowieczeństwa i roli człowieka w kulturze współczesnej.